# Михайлов, Вадим Васильевич
Вади́м Васи́льевич Миха́йлов (23 мая 1931, Невель, Западная область — 22 января 2023, Санкт-Петербург) — советский кинорежиссёр и сценарист, писатель, переводчик, альпинист.

## Биография
Родился 23 мая 1931 года в городе Невель (ныне — Псковской области) в семье директора Плещеницкого химкомбината Сергея Петровича Пасечника. Когда ему было полтора года, его отец умер во время проведения хирургической операции, а Вадима усыновил командир 105-го горно-стрелкового полка 77-й горно-стрелковой дивизии подполковник Михайлов Василий Михайлович, давший ему свою фамилию.
В 1950 году окончил 281 среднюю школу в городе Ленинграде.
В 1955 году окончил Тбилисский государственный университет. Аспирантуру ТГУ. Преподавал на филфаке ТГУ.
Был штатным литсотрудником журнала «Литературная Грузия». Переводил грузинских писателей (Г. Чиковани, Л. Готуа, П. Какабадзе и др). Печатал в республиканских газетах и журналах свои рассказы и стихи.
Окончил в 1964 году Высшие Сценарные курсы (мастерская Евгения Габриловича).
Окончил в 1967 году Высшие Режиссёрские курсы при Ленфильме (руководители Г.Козинцев, И. Хейфец, Ф. Эрмлер).
Профессионально занимался альпинизмом с 1948 года.
Как режиссёр снял восемь фильмов, автор сценариев кинокартин и сериалов (совместно с супругой А. Шульгиной). Автор восьми романов.
Член Союза кинематографистов СССР (Санкт-Петербургское отделение), Союза кинематографистов России и Гильдии кинорежиссёров России.
Скончался 22 января 2023 года на 92-м году жизни в Санкт-Петербурге. Похоронен на Смоленском кладбище.

## Личная жизнь
В 1966 году женился на  Альбине Шульгиной (18 августа 1936 — 4 августа 2009) ─ сценаристе, драматурге, поэтессе.
Дочь ─ Михайлова Анастасия Вадимовна (род. 1967) ─ художник.

## Фильмография

#### Режиссёр

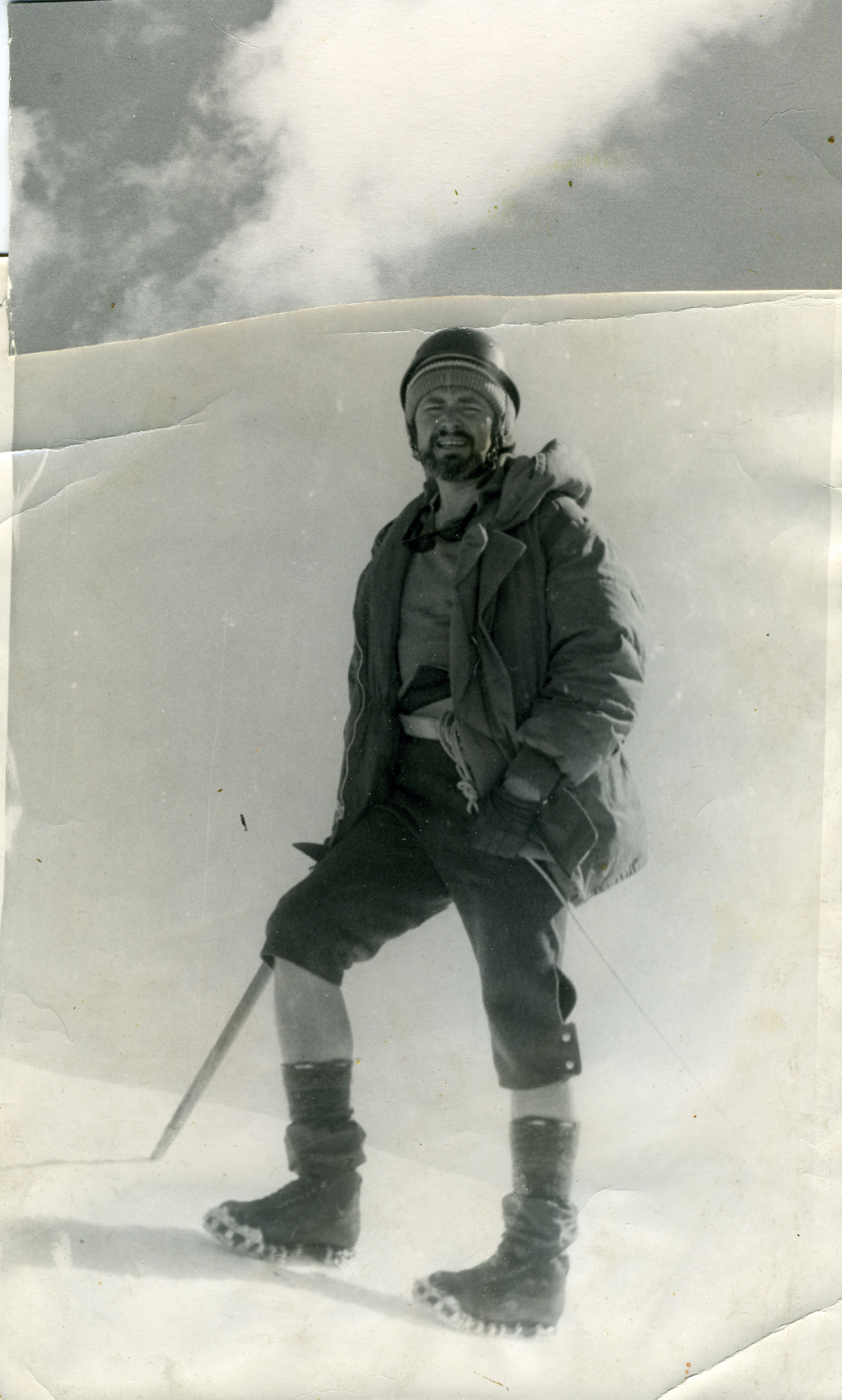

- 1965 — Дублёры (короткометражный)
- 1966 — Старинный романс (короткометражный)
- 1967 — Час свиданий (короткометражный)
- 1968 — В день свадьбы
- 1971 — Месяц август
- 1976 — Пока стоят горы
- 1978 — Рыцарь из Княж-городка
- 1981 — Штормовое предупреждение

#### Сценарист
- 1967 — Браслет-2 (совместно с Альбиной Шульгиной) (Режиссёры: Лев Цуцульковский, Михаил Шамкович)
- 1976 — Пока стоят горы (совместно с Альбиной Шульгиной) (Режиссёр: Вадим Михайлов)
- 1989 — Молодой человек из хорошей семьи (совместно с Альбиной Шульгиной) (Режиссёр: Николай Гусаров)
- 1994 — Колесо любви (совместно с Альбиной Шульгиной и Эрнестом Ясаном) (Режиссёр: Эрнест Ясан)
- 1994 — Год собаки (совместно с Семёном Арановичем, Альбиной Шульгиной, при участии Зои Кудри. Режиссёр: Семён Аранович)
- 2000 — Бандитский Петербург. Фильм 2. Адвокат (совместно с Владимиром Бортко, Андреем Константиновым, Альбиной Шульгиной) (Режиссёр: Владимир Бортко)
- 2001 — Чёрный ворон (совместно с Дмитрием Вересовым и Альбиной Шульгиной) — под псевдонимом Александр Курдюмов (Режиссёры: Борис Горлов, Игорь Москвитин, Андрей Кравчук)
- 2002 — Улицы разбитых фонарей (3 сезон, серии «Убийство под музыку», «Исчезновение», «Кошки-мышки» (совместно с Альбиной Шульгиной) — под псевдонимом Александр Курдюмов (Режиссёры: Кирилл Капица, Сергей Бобров, Александр Бурцев)
- 2008 — Дилер (совместно с Джереми Ноубл, Альбиной Шульгиной) (Режиссёры: Виктор Бутурлин, Алексей Лебедев)
- 2010 — Дом у большой реки (совместно с Альбиной Шульгиной) (Режиссёр: Игорь Штернберг)
- 2022 — Анимационный альманах «Блокадные судьбы»
- 2022 — «Чужой хлеб»

## Романы
- «Осень маргинала»  //(Санкт-Петербург, Новый СПб, 2002, Журнал Русский Альбион, «Что есть Истина?», № 42-47, 2016)
- «Скалолаз» // , журнал «Царское Село» 2007, Журнал Русский Альбион, «Что есть Истина?» № 15-19, 2008
- «Маленькая чёрная дыра» // , журнал «Царское Село» 2009, Журнал Русский Альбион, «Что есть Истина?»
- «Город Лукашов» // , журнал «Санкт-Петербург», № 3-4, 2010, Журнал Русский Альбион, «Что есть Истина?», 2011
- «MUTTER», журнал Русский Альбион, Альманах Русскоговорящая вселенная, 2012
- «Послевкусие страстей и превратности мнимой жизни» // (Москва, Центрполиграф, 2013, Журнал Русский Альбион, «Что есть Истина?», 2012)
- «Когда придут талибы» // (Журнал Русский Альбион, «Что есть Истина?», № 41-44, 2015)
- «Остров Кайр» // (Журнал Русский Альбион, «Что есть Истина?», № 52, 2017)

## Признание и награды
- 1976 — Пока стоят горы — Приз «Бронзовая медаль» фильму на VI ВКФ спортивных фильмов (1976).
- 1978 — Рыцарь из Княж-городка — Приз жюри Вадиму Михайлову «За поиск в изображении процесса воспитания юного спортсмена» на XII ВКФ (1979, Ашхабад).
- 1994 — Год собаки — Приз «Серебряный медведь» и Премия Мира на 44-м Международном кинофестивале в Берлине.
- 2023 — мультфильм «Чужой хлеб» — Российская национальная анимационная премия Икар в номинации «Сценарий»[2].